# Георге Расканеску
Георге Расканеску (рум. Gheorghe Rascanescu; 30 січня 1900–1967) — румунський офіцер, майор. Кавалер Лицарського хреста Залізного хреста.

## Біографія
В 1942 році командував 1-м батальйоном 15-го румунського піхотного полку, що діяв на радянсько-німецькому фронті у складі групи армій «Дон». Після війни засуджений до тривалого тюремного ув'язнення, звільнений у 1962 році.

## Нагороди
- Кавалер ордена Корони Румунії (8 червня 1940)
- Залізний хрест 2-го і 1-го класу
- Лицарський хрест Залізного хреста (4 грудня 1942)
- Орден Михая Хороброго 3-го класу (31 березня 1943)